# Torsby (plaats)
Torsby is de hoofdplaats van de gemeente Torsby in het landschap Värmland en de provincie Värmlands län in Zweden. De plaats heeft 4012 inwoners (2005) en een oppervlakte van 532 hectare.
Torsby is de grootste plaats binnen de gemeente Torsby. In de hele gemeente Torsby wonen 11.938 inwoners. Het is gelegen aan de noordpunt van Övre Fryken, op het kruispunt van de 239 en de E45. Het ligt 37 km vanaf de grens met Noorwegen.
Grootste werkgevers in Torsby zijn het streekziekenhuis en de gemeente zelf.
Sinds 2006 bevindt zich in Torsby een overdekte skitunnel, met 1,3 km lengte naar verluidt de langste ter wereld.
Langs de 239 richting Kongsvinger, Noorwegen is bij Lekvattnet een Fins openluchtmuseum gevestigd; vanaf de 16e eeuw hebben zich in het Finse bos, een uitgestrekt en ongerept gebied in de grensstreek tussen Zweden en Noorwegen, veel Finnen gevestigd die vrijwel geheel zelfvoorzienend in het bos leefden. In die tijd was Finland onderdeel van Zweden, en door oorlog en onrust zochten deze mensen een betere plek om te wonen. Vandaag de dag zijn de nakomelingen volledige geïntegreerd in de Zweedse samenleving, met als herinnering de verhalen, foto's, leegstaande nederzettingen in het bos en achternamen. Het museum geeft een bijzonder beeld van die tijd.

## Verkeer en vervoer
Bij de plaats lopen de E16, E45 en Länsväg 239.
Ten noorden van de plaats ligt de Luchthaven Torsby. Tweemaal daags is er een klein vliegtuig dat van en naar Stockholm Arlanda vliegt.
De plaats heeft een station aan de spoorlijn Kil - Torsby.

## Geboren
- Gunder Bengtsson (1946-2019), voetbaltrainer
- Jonatan Berg (1985), voetballer
- Marcus Berg (1986), voetballer
- Emma Dahlström (1992), freestyleskiester